# La Trinité (Alpes-Maritimes)
La Trinité, ook La Trinité-Victor (Occitaans: La Ternitat of La Ternitat Victor; Niçardisch: La Ternita Vitour; Italiaans: Trinità Vittorio), is een gemeente in het Franse departement Alpes-Maritimes (regio Provence-Alpes-Côte d'Azur). De plaats maakt deel uit van het arrondissement Nice. La Trinité telde op 1 januari 2022 10.485 inwoners.

## Geografie
De oppervlakte van La Trinité bedroeg op 1 januari 2022 14,9 vierkante kilometer; de bevolkingsdichtheid was toen 703,7 inwoners per km².
De onderstaande kaart toont de ligging van La Trinité met de belangrijkste infrastructuur en aangrenzende gemeenten.

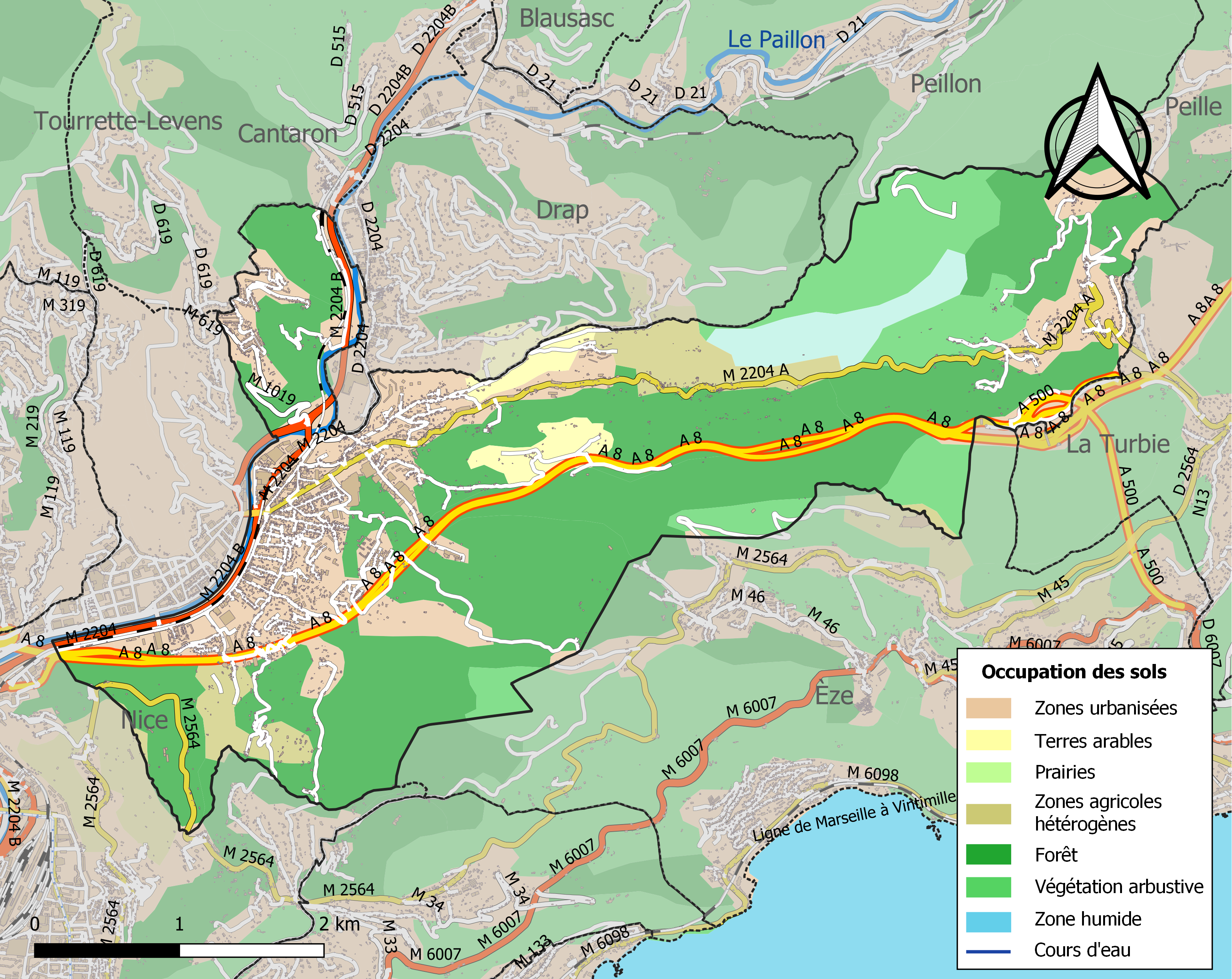

## Verkeer en vervoer
In de gemeente ligt spoorwegstation La Trinité-Victor.

## Demografie
Onderstaande figuur toont het verloop van het inwonertal (bron: INSEE-tellingen).
Vanwege een beveiligingsprobleem met de MediaWiki Graph-software is het momenteel niet mogelijk deze grafiek weer te geven. Zodra de software is bijgewerkt zal de grafiek vanzelf weer zichtbaar worden.